# Andrzej Piątkowski

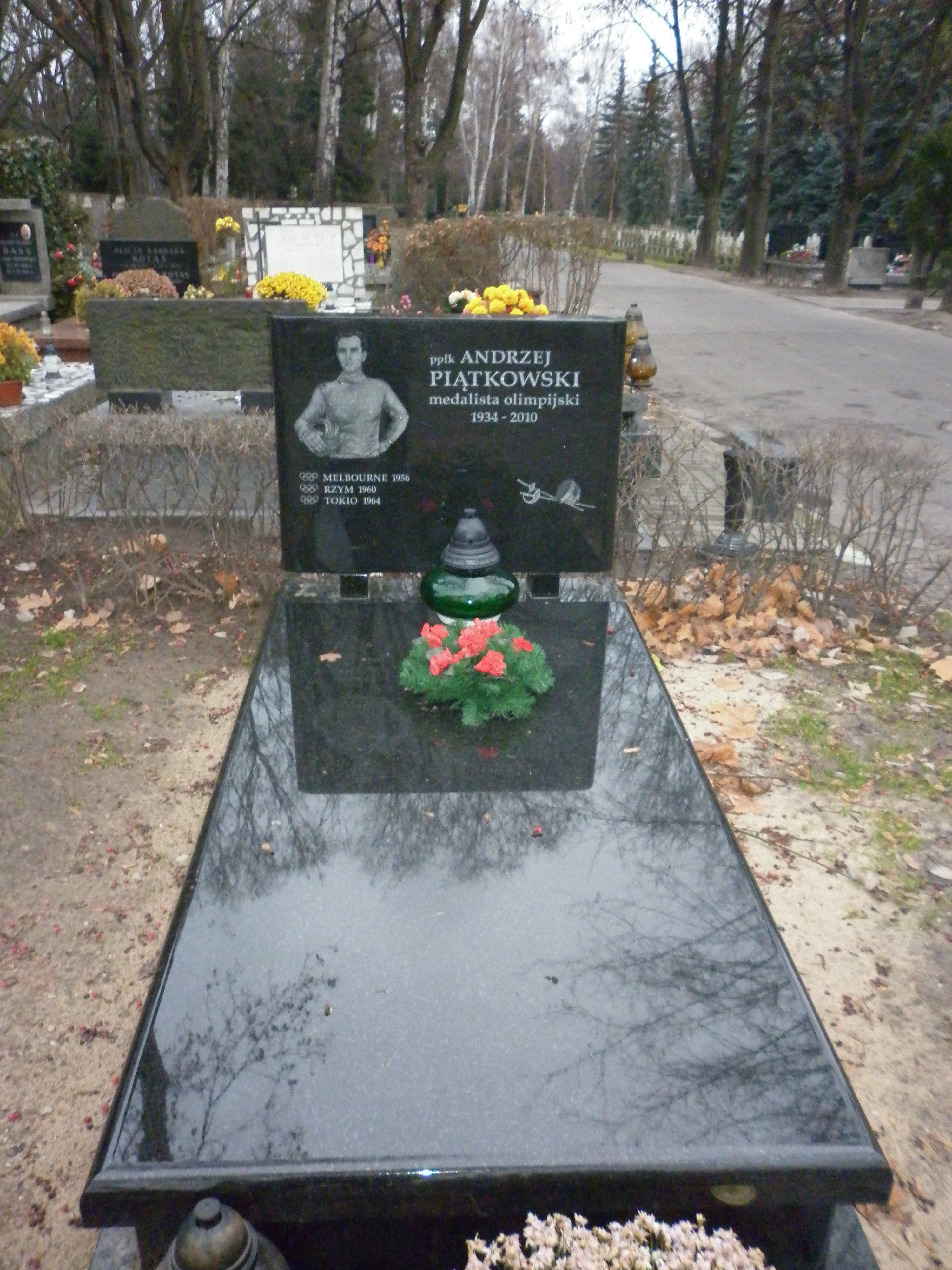
Grabstätte von Andrzej Piątkowski

Andrzej Ryszard Piątkowski (* 22. Oktober 1934 in Warschau; † 11. Juni 2010 ebenda) war ein polnischer Fechter.

## Erfolge
Bei den Olympischen Spielen 1956 in Melbourne und 1960 in Rom gewann er mit der polnischen Säbelmannschaft jeweils Silber. In Tokio 1964 erreichte er mit der polnischen Mannschaft den Bronzerang.
Bei Fechtweltmeisterschaften errang er mit der Mannschaft dreimal Gold (1959, 1962, 1963), einmal Silber (1954) und zweimal Bronze (1957, 1958).